# EDVAC
L'Electronic discrete variable automatic computer (EDVAC) è uno dei primi computer elettronici digitali della storia, uno dei primi computer a programma memorizzato, uno dei primi computer basato sull'architettura di von Neumann.
Divenne operativo nel 1949 e fu concepito dai principali progettisti dell'ENIAC: John Mauchly e John Adam Presper Eckert. Per tale motivo può essere considerato il successore dell'ENIAC anche se le differenze tra i due computer sono profonde: l'ENIAC nasce come computer a programma cablato mentre l'EDVAC nasce come computer a programma memorizzato, l'ENIAC è basato sul sistema di numerazione decimale mentre l'EDVAC è basato sul sistema di numerazione binario.
L'importanza storica dell'EDVAC è notevole in quanto l'architettura di von Neumann (l'architettura hardware su cui sono basati la maggior parte dei computer moderni) è stata sviluppata proprio per l'EDVAC. Come detto però l'EDVAC non è il primo computer della storia basato sull'architettura di von Neumann (tale primato è detenuto dallo Small-Scale Experimental Machine): altri computer infatti lo hanno preceduto nonostante il loro sviluppo sia iniziato successivamente a quello dell'EDVAC; la sua realizzazione, per cause varie, ebbe infatti notevoli rallentamenti.

## Storia

### Pianificazione e progetto iniziale
I progettisti dell'ENIAC John Mauchly e John Adam Presper Eckert proposero la costruzione dell'EDVAC nell'agosto del 1944 (un anno e mezzo prima che l'ENIAC fosse completato). Il progetto prevedeva sostanziali miglioramenti all'architettura dell'ENIAC e includeva una memoria seriale ad alta velocità.
Come l'ENIAC anche l'EDVAC fu realizzato per il Ballistic Research Laboratory (un ex centro di ricerca dell'esercito degli Stati Uniti d'America situato nella Aberdeen Proving Ground, a Aberdeen, nel Maryland) dalla Moore School of Electrical Engineering (una ex scuola universitaria dell'Università della Pennsylvania). Eckert, Mauchly e gli altri progettisti dell'EDVAC vennero aiutati nello sviluppo da John von Neumann che si aggiunse al team come consulente. Von Neumann descrisse l'architettura hardware dell'EDVAC nel documento del 1945 intitolato First draft of a report on the EDVAC, il documento che fece conoscere l'architettura hardware dell'EDVAC in tutto il mondo. Per tale motivo l'architettura hardware dell'EDVAC è diventata nota come "architettura di von Neumann" nonostante sia stata concepita da John Mauchly e J. Presper Eckert.
Il contratto per la realizzazione del sistema venne firmato nell'aprile del 1946 con un budget iniziale di 100.000 dollari statunitensi. Il costo finale dell'EDVAC fu di circa 500.000 dollari, quasi cinque volte il costo inizialmente preventivato.

### Installazione e operatività
Nell'agosto del 1949 l'EDVAC venne montato nel Ballistics Research Laboratory. Dopo aver affrontato una serie di problemi, il computer divenne operativo nel 1951, sebbene in modo limitato.
Il completamento dell'EDVAC fu ritardato da dispute riguardanti la paternità di alcuni brevetti tra Eckert, Mauchly e l'Università della Pennsylvania. Come conseguenza Eckert e Mauchly abbandonarono la Moore School of Electrical Engineering e fondarono la Eckert-Mauchly Computer Corporation con la maggior parte dei progettisti anziani.
Nel 1960 l'EDVAC era operativo per più di 20 ore al giorno ed era in grado di eseguire operazioni senza errori per più di otto ore al giorno. L'EDVAC fu sottoposto a diversi miglioramenti come l'aggiunta di lettori di schede perforate nel 1953, l'inserimento di lenta memoria a tamburo aggiuntiva nel 1954 e un'unità in virgola mobile nel 1958.
L'EDVAC operò fino al 1961 quando venne sostituito dal BRLESC.

## Descrizione tecnica
L'EDVAC era un computer binario in grado di eseguire addizioni, sottrazioni, moltiplicazione, divisioni e disponeva di istruzioni per il controllo del flusso del programma. La memoria era di 1000 parole di 44 bit (in seguito portata a 1024 parole, in termini moderni 5.5 KB).
Fisicamente il computer era formato da:
- Un nastro magnetico per la lettura/scrittura dei dati;
- Un'unità di controllo con un oscilloscopio;
- Un'unità di gestione che riceve le istruzioni dall'unità di controllo e dalla memoria e di smistarle alle altre unità;
- Un'unità che esegue le operazioni aritmetiche logiche su due operandi e che trasmette alla memoria il risultato dopo aver verificato la correttezza dell'operazione grazie a un'unità duplicata;
- Un timer;
- Un'unità di memoria duale formata da due insiemi di 64 elementi di linee acustiche al mercurio con capacità di otto parole per ogni linea;
- Tre armadi utilizzati per memorizzare temporaneamente una parola.

L'EDVAC eseguiva un'addizione in 864 microsecondi e una moltiplicazione in 2,900 millisecondi.
Il computer era formato da più di 6000 valvole termoioniche, da 12000 diodi e consumava 56 KW di potenza elettrica. Il computer occupava 45.5 m2 di spazio e pesava 7850 chilogrammi. Il personale necessario al funzionamento del sistema ammontava a 30 persone per ogni turno di 8 ore.